# زرغون‌شهر (لوگر)
زرغون‌شهر (به لاتین: Zarghun Shar) یک منطقهٔ مسکونی در افغانستان است که در ولسوالی محمدآغه واقع شده‌است.